# Вольфрам фон Эшенбах
Во́льфрам фон Э́шенбах (нем. Wolfram von Eschenbach, около 1170 года, Эшенбах — около 1220 года) — один из крупнейших эпических поэтов немецкого Средневековья. Происходил из знатного (титул «hêr»), но обедневшего рода, вёл жизнь служилого рыцаря и миннезингера.

## Творчество
Перу Вольфрама фон Эшенбаха принадлежат следующие романы:
- «Парцифаль» (Parzival, 1210), самый известный немецкий роман Средних веков;
- «Титурель» (Titurel), дошедший до нас в отрывках, введённых Альбрехтом фон Шарфенбергом в поэму «Младший Титурель» (Der jüngere Titurel), развивающую вводный эпизод из цикла о Граале;
- «Виллехальм» (Willehalm, 1212—1218), в центре которого стоит образ воина-святого[2].

Своего полного развития образ Виллегальма достиг только у продолжателей романа (Ульрих фон ден Тюрлин, Ульрих фон Тюргейм). «Титурель» и «Виллегальм» отмечены (особенно «Титурель») высокими поэтическими достоинствами, однако величайшим созданием Вольфрама фон Эшенбаха бесспорно является его «Парцифаль», в котором литература феодализма на его закате нашла своё наиболее яркое выражение.
В романе Вольфрама, как и у его французского предшественника Кретьена де Труа, легенда о святом Граале сливается с историей Парцифаля, ищущего духовно-нравственного совершенства. Несмотря на довольно большую близость некоторых частей «Парцифаля» к его французскому прототипу, отразившийся в нём перелом в идеологии средневекового рыцарства — замена идеала чисто светской куртуазии мистическими устремлениями — и высокое поэтическое мастерство Вольфрама делают роман произведением вполне оригинальным, своими художественными достоинствами превосходящим создания предшественников.
Жажда чуда, любование чудесным — основные мотивы творчества Вольфрама. Отсюда не только патетика Грааля и дивного замка Монсальвата, но и склонность ко всему редкому, легендарному (фантастическая флора и фауна: единорог, стерегущие золото грифоны, крылатые драконы, птица феникс, обладающие скрытыми силами травы и пр.).
В поисках чудесного Вольфрам набредает на странные образы, причудливость которых, усиливаемая ярким мистическим фоном, заставляет говорить о готических чертах его творчества. Для Вольфрама как для истинного представителя феодальной культуры всё освещено двойным светом, за внешней формой явления он всегда видит его внутренний тайный смысл; поэтому он так склонен к аллегориям, к таинственным намекам.
Чрезмерное пристрастие к иносказательному, а также обилие богословского и схоластического материала, делает очень сложным стиль Вольфрама.
Также известны лирические произведения Вольфрама. Здесь он придерживается традиционных форм куртуазной лирики (например, альба), но вносит в неё отрицание традиционной куртуазной тематики, отвергая радости тайной «незаконной любви» как недостойные рыцаря: такова эволюция идеала любви, характерная для позднего средневековья. Ф. Энгельс заметил по поводу песен, которые изображают тайное свидание рыцаря с женой сеньора: «наш старый Вольфрам фон Эшенбах оставил на ту же щекотливую тему три чудесные песни, которые мне нравятся больше, чем его три длинные героические поэмы».
Эпический характер дарования Вольфрама выявляется во введении в лирические пьесы конкретной символики: так забрезживший день, разлучник влюблённых, превращается у Вольфрама в страшное чудовище, которое взбирается по утренним облакам, разрывая их своими когтями. В произведениях Вольфрама отражается психоидеология тех кругов средневекового рыцарства, из недр которого вышли духовные братства: тамплиеры и иоанниты. Сюжет поэмы Вольфрама фон Эшенбаха «Парцифаль» в XIX веке был значительно переработан Р. Вагнером и послужил основой для его одноимённой музыкальной драмы Парсифаль.
Вольфрам фон Эшенбах — один из персонажей оперы Рихарда Вагнера «Тангейзер». В честь одного из героев романа Вольфрама фон Эшенбаха «Титурель» назван астероид (502) Сигуна, открытый в 1903 году.

## Переводы
- Парцифаль / Сокр. пер. со средневерхненемецкого Л. Гинзбурга // Средневековый роман и повесть. М.: Художественная литература, 1974. (Библиотека всемирной литературы. Серия первая. Т. 22). С. 261—578.
- Титурель / Пер. В. Микушевича. М.: Энигма, 2009. 112 с. ISBN 978-5-94698-036-4